# Андрей Никич
Андрей Никич (1783 – 7 септември 1812) е бесарабски българин и руски военен – ротмистър, кавалерист. Служи под командването на известните пълководци Михаил Милорадович, Пьотър Багратион и Михаил Кутузов. Участник в руско-турската война (1806 – 1812) и френско-руската война (1812). Командир на сръбския хусарски полк, наричан още и черногорски. Негов пряк военен началник е генерал Михаил Милорадович. 
През 1784 г. семейството му се преселва от Сливен в Бесарабия. Завършва военно училище в Одеса. След завършването му постъпва на служба в руската императорска армия. Като участник в руско-турската война през по-голяма част от времето е в Букурещ, участвайки в отбраната на града от еничарския аскер на Махмуд Байрактар през 1806 г. Взима участие в сраженията при Алущинската крепост, край Днестър, Буг и в щурма на Хаджи бей и Бендер. 
Един от водещите офицери на Българската земска войска, като в края на войната е командир на кавалерийски доброволчески полк в състав от 975 бойци. Начело на кавалерийския полк участва в десанта при Русчук. Съратник на Тудор Владимиреску.
Умира тежко ранен от френски картеч в битката при Бородино.